# Västra Jämtlands revir
Västra Jämtlands revir var ett skogsförvaltningsområde som omfattade samtliga socknar i Hallens, Undersåkers, Offerdals och Ovikens tingslag av Jämtlands län och var uppdelat i fyra bevakningstrakter med namn efter ovannämnda tingslag. Kronoparkerna hade en areal av 26 580 hektar produktiv skogsmark (1904). 